# 安仁镇 (禹城市)
安仁镇，是中华人民共和国山東省德州市禹城市下辖的一个乡镇级行政单位。

## 行政区划
安仁镇下辖以下地区：
安仁街社区、安南社区、北赵社区、冯旺社区、福荣社区、合福社区、河东社区、贾寺社区、涳冯社区、李陈社区、绿鑫社区、庞家庄社区、齐尧刘社区、三合社区、王子付社区、药王社区、于楼社区、赵集社区、赵楼社区和齐庄村。